# Аміртей II
Аміртей II — давньоєгипетський фараон, єдиний представник XXVIII династії, який правив усією країною після визволення Єгипту від перської окупації.

## Життєпис
Був, імовірно, онуком Аміртея I, який за півстоліття до того разом з Інаром керував повстанням у Єгипті.
Аміртей, який був номархом Саїського ному Нижнього Єгипту, викинув перські війська з Єгипту й відновив незалежність. У перші роки після повстання його влада обмежувалась Нижнім Єгиптом. Його фактичним співправителем був Артаксеркс II. Реальну владу над усім Єгиптом Аміртей отримав 401 до н. е. після захоплення Верхнього Єгипту, включаючи Елефантину. Артаксеркс II намагався придушити повстання, відрядивши проти єгиптян армію під командуванням сатрапа Сирії Аброкома. Однак, у той же час в Анатолії повстав брат перського царя, Кір Молодший, й сирійські підрозділи були кинуті проти того заколотника, що дозволило Аміртею навіть вторгнутись на територію Палестини.
Про діяльність Аміртея відомо лише з творів античних авторів. Дотепер з часів його правління не збереглось жодного пам'ятника. Лише в одному, останньому за часом юдейсько-арамейському документі з Елефантини згадується 5-й рік правління Аміртея (імовірно, 400 до н. е.). Того року Тамос, єгиптянин з Мемфіса, який за Кіра Молодшого був заступником намісника Іонії, після загибелі Кіра утік разом із синами, флотом і казною до Аміртея, щоб прохати у нього притулку. Однак фараон наказав стратити усіх втікачів та захопив їхнє майно. Наступного ж року він сам втратив престол, його скинув і, можливо, навіть убив його воєначальник Неферіт.